# Шомица (приток Вологды)

Шомица — река в России, протекает в Вологодском районе Вологодской области. Устье реки находится в 109 км по левому берегу реки Вологда. Длина реки составляет 25 км.
Исток Шомицы находится юго-западнее деревень Заболотное и Великое (Кубенское сельское поселение), в 32 км к северо-западу от Вологды.
Генеральное направление течения — северо-запад, крупнейшие притоки — Меленка, Трушенка, Крапивка (все правые). На берегах реки деревни Кубенского сельского поселения: Филькино, Хаменниково, Семёнково, Василёво, Доронкино(левый берег); Еляково (правый берег). Впадает в Вологду чуть ниже деревни Бабик.

## Данные водного реестра
По данным государственного водного реестра России относится к Двинско-Печорскому бассейновому округу, водохозяйственный участок реки — Северная Двина от начала реки до впадения реки Вычегда, без рек Юг и Сухона (от истока до Кубенского гидроузла), речной подбассейн реки — Сухона. Речной бассейн реки — Северная Двина.
По данным геоинформационной системы водохозяйственного районирования территории РФ, подготовленной Федеральным агентством водных ресурсов:
- Код водного объекта в государственном водном реестре — 03020100312103000006349
- Код по гидрологической изученности (ГИ) — 103000634
- Код бассейна — 03.02.01.003
- Номер тома по ГИ — 03
- Выпуск по ГИ — 0